# أنطونينا رزفسكايا
أنطونينا ليوناردوفنا رزفسكايا (الروسية: Антонина Леонардовна Ржевская) (1861، شليبنيكي، محافظة تفير - 15 يوليو 1934، تاروسا) كانت رسامة روسية، تصور بشكل أساسي الحياة اليومية المحلية. كانت واحدة من المرأتين الوحيدتين ضمن الحركة الواقعية الروسية (الهائمون).

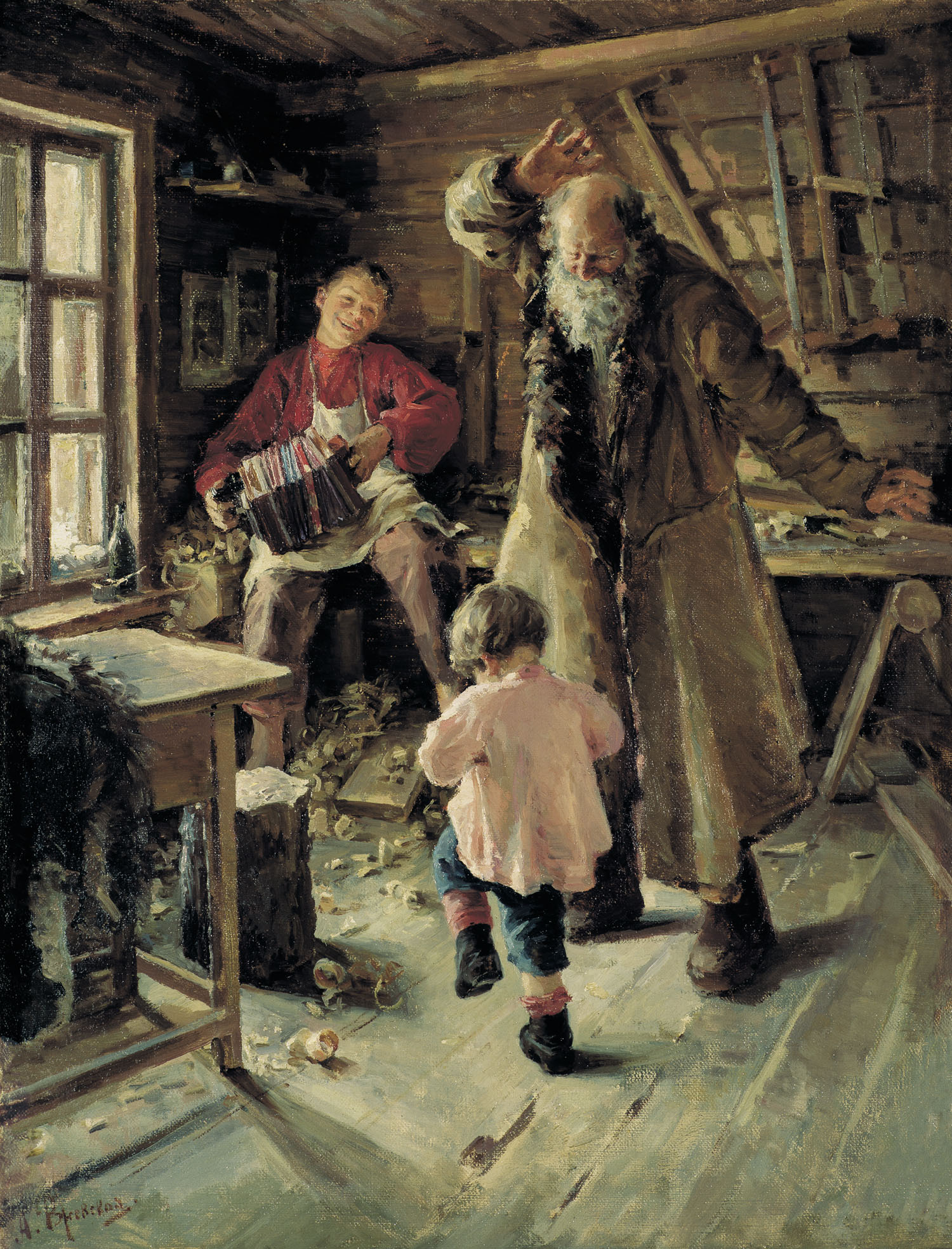
لحظة البهجة (1897)

## السيرة الذاتية
ولدت لعائلة نبيلة سُلبت أملاكها. بعد وفاة والدها، اصطحبتهم والدتها إلى تفير، حيث دخلت المدرسة الثانوية للبنات. في وقت لاحق، حضرت صالة للألعاب الرياضية في موسكو. عملت لبعض الوقت كمصحح لغوي للمساعدة في إعالة أسرتها. في عام 1880، بدأت في الحضور للدراسة في مدرسة موسكو للرسم والنحت والعمارة، تحت إشراف ڤلاديمير ماكوڤسكى. كما تلقت دروسًا خاصة على يد نيكولاي أفينيروفيتش مارتينوف، أنشأت استوديو في شارع صغير وبدأت في العرض في عام 1890. بعد ثلاث سنوات، كان لها عرض كبير في معرض فني يملكه الناشر، كوزما سولداتيونكوف. ساعدها ماكوفسكي أيضًا في العثور على الطلاب.
في عام 1899، أصبحت رسميًا عضوًا في جماعة (الهائمون)؛ لتصبح المرأة الثانية (والأخيرة) التي يتم قبولها. الأولى كانت إميليا شانكس. لكنها استقالت في وقت لاحق بسبب خلافات مع تطلعاتهم.
كانت متزوجة من نيكولاي فيودوروفيتش رزفسكي، الذي درّس في مدرسة خاصة للبنات وكان عضوًا في «الجمعية التقنية الإمبراطورية الروسية». في بداية الحرب العالمية الأولى، انتقلت إلى تاروسا لتعيش مع ابنتها وزوج ابنتها الجديد، فاسيلي فاتاجين، الذي أصبح لاحقًا فنانًا معروفًا ونحاتا للحيوانات.
في عام 1920، قامت بالاشتراك مع نيكولاي كاساتكين بتنظيم استوديو فني تعليمي للأطفال المصابين بأمراض العظام وعملت تطوعيًا في مصحة زاخرين بالقرب من خيمكي، حيث رسمت أيضًا اللوحات الجدارية.